# Nihonogomphus ruptus
Nihonogomphus ruptus là loài chuồn chuồn trong họ Gomphidae. Loài này được Selys & Hagen mô tả khoa học đầu tiên năm 1858.